# Hrvatski nogometni kup 2023-2024 (tabellini)
Questa voce raccoglie un approfondimento sulle gare dei turni eliminatori dell'edizione 2023-2024 della Coppa di Croazia di calcio.

## Turno preliminare
| Arbitro: | Davor Ješić |

|                                                |           |                                                       |
| Josiel Alves De Oliveira 32’ Paolo Juričić 56’ | Marcatori | 14’ Mate Mrčela 29’ Ivan Krajina 65’ Antonio Blažević |

| Arbitro: | Darko Jurčević |

|  |           |                                          |
|  | Marcatori | 34’ Marko Mišković 90+4’ Karlo Baričević |

| Arbitro: | Goran Pečarić |

|                                   |                      |                                     |
| Toni Barišić 7’ Tin Janušić 90+3’ | Marcatori            | 48’ Ivan Begović 52’ Marko Matančić |
|                                   | Tiri di rigore 4 – 2 |                                     |

| Arbitro: | Oliver Romić |

|                   |           | |
| Mario Kubaček 59’ | Marcatori | 5’, 15’, 34’, 43’, 50’, 53’, 54’, 77’, 78’, 83’ Dražen Pilčić 7’, 72’, 87’ Patrik Srzentić 14’ (aut.) Martin Gmaz 15’, 48’ Jonathan Ante Maraš 31’, 44’ Antonio Galešić 33’, 47’, 85’ Filip Batarelo 39’ Neriman Kočević 40’ Andre Franković 51’, 52’ Marko Ravlija 57’, 74’ Domagoj Prpić 64’, 79’ Borna Kovačević |

| Arbitro: | Dario Kulušić |

|                                       |           |                                                                            |
| Frane Radošević 58’ Petar Butorac 90’ | Marcatori | 12’ Karlo Antunović 32’ Marko Karačić 40’ Benedikt Tokić 75’ Daniels Salin |

| Arbitro: | Antonio Škobić |

|                                                                       |           |  |
| Zinedin Mustedanagić 38’ Robin González 62’, 84’ Törles Tim Knöll 73’ | Marcatori |  |

| Arbitro: | Toni Dadić |

|                      |           |                                         |
| Dominik Tkalec 90+1’ | Marcatori | 43’ Goran Paracki 95’ Gabrijel Stepinac |

| Arbitro: | Martin Turčin |

|                                       |           |                                              |
| Pedro Henrique Hessel Lopes Silva 57’ | Marcatori | 50’ Ante Batarelo 78’, 86’ Krunoslav Lilovac |

| Arbitro: | Domagoj Kurtović |

|  |           |                                   |
|  | Marcatori | 57’ Mario Fajdiga 83’ Luka Gajski |

| Arbitro: | Antonio Melnjak |

|                                           |           |                 |
| Vedran Radman 77’ Lorenzo Travaglia 90+5’ | Marcatori | 45’ David Žabec |

| Arbitro: | Zdenko Lovrić |

|  |           |                                          |
|  | Marcatori | 53’ Nikola Pavlović 72’, 82’ Gojko Gadže |

| Arbitro: | Igor Marić |

|                 |           |  |
| Marko Brčić 82’ | Marcatori |  |

| Arbitro: | Filip Cindrić |

|                                          |           |  |
| Silvio Anočić 4’, 39’ Stipe Vrdoljak 24’ | Marcatori |  |

| Arbitro: | Renato Lacić |

|  |           |                                           |
|  | Marcatori | 109’ Sandi Kovač 113’ Kristijan Katalenac |

| Arbitro: | Patrik Pavlešić |

|                     |           |  |
| Tomislav Ivičić 41’ | Marcatori |  |

| Arbitro: | Ivan Slunjski |

|                  |           |                                                                  |
| Vedran Kovač 33’ | Marcatori | 13’ David Martić 20’ Ante Glavina 63’ Jozef Kuqi 76’ Duje Žderić |

## Sedicesimi di finale
| Arbitro: | Ivana Martinčić |

|  |           | |
|  | Marcatori | 16’ Marko Livaja 43’ Ivan Dolček 45+1’ Emir Sahiti 52’ Tino Blaž Lauš 57’, 65’ Yassine Otmane Benrahou |

| Arbitro: | Toni Dadić |

|                          |           |                                                                          |
| Luka Lončarević 75’, 90’ | Marcatori | 28’ Daniel Štefulj 30’ Benedik Mioč 35’ Arbër Hoxha 62’ Tomislav Štrkalj |

| Arbitro: | Zdenko Lovrić |

|  |           | |
|  | Marcatori | 4’, 31’ Momo Yansane 14’ Veldin Hodža 18’, 58’ Franjo Ivanović 49’ Alen Grgić 67’ Bruno Bogojević 84’ Niko Janković 90’ Danilo Filipe De Melo Veiga |

| Arbitro: | Goran Pečarić |

|                     |           |                                                                             |
| Karlo Antunović 18’ | Marcatori | 27’ Kristijan Lovrić 45+1’ Mijo Caktaš 53’ Slavko Bralić 90+1’ Ramón Miérez |

| Arbitro: | Marko Cestarić |

|  |                      |  |
|  | Tiri di rigore 3 – 5 |  |

| Arbitro: | Antonio Škobić |

|                                                                                                   |           |  |
| Filip Lišnić 4’, 48’ Karlo Miljanić 20’ Jurica Bajić 35’ Leon Marković 67’ Antonio Blažanović 78’ | Marcatori |  |

| Arbitro: | Fran Jović |

|                |           |                                                                            |
| Leon Jadek 66’ | Marcatori | 38’ Sandro Kulenović 49’ Takuro Kaneko 58’ Antonio Marin 88’ Luka Vrbančić |

| Arbitro: | Patrik Pavlešić |

|  |           |                    |
|  | Marcatori | 54’ Silvio Goričan |

| Arbitro: | Jakov Titlić |

|  |           |                                              |
|  | Marcatori | 45+1’ Sebastian Nebyla 75’ Elias Zaian Filet |

| Arbitro: | Oliver Romić |

|                                                            |           |                                                               |
| Mihael Mladen 34’, 98’ Niko Mihalinec 77’ Jakov Gogić 111’ | Marcatori | 40’ Stipe Bačelić Grgić 44’ Roko Brajković 120+2’ Josip Gačić |

| Arbitro: | Dario Kulušić |

|  |           |                                        |
|  | Marcatori | 11’ Mario Matković 85’ Nikola Vujnović |

| Arbitro: | Antonio Melnjak |

|  |           |                          |
|  | Marcatori | 78’ Tomislav Srbljinović |

| Arbitro: | Igor Pajač |

|                                                                       |           |                   |
| Vanja Pelko 14’ Franco Capitani Minguez 24’ Törles Tim Knöll 69’, 81’ | Marcatori | 73’ Lazar Vujanić |

| Arbitro: | Darko Jurčević |

|  |                      |  |
|  | Tiri di rigore 3 – 4 |  |

| Arbitro: | Mateo Erceg |

|                               |           |                         |
| Goran Šujić 6’ Jozef Kuqi 14’ | Marcatori | 90+4’ Bojan Gvozdenović |

| Arbitro: | Ivan Slunjski |

|                                   |           |                  |
| Noz Kristaj 50’ Gordan Bunoza 90’ | Marcatori | 45’ Marko Kelava |

## Ottavi di finale
| Arbitro: | Dario Kulušić |

|  |           |                                           |
|  | Marcatori | 73’ (aut.) David Martić 90+2’ Emir Sahiti |

| Arbitro: | Patrik Kolarić |

|                                                           |           |                           |
| Ivan Pešić 13’ Luka Pavković 56’ Tomislav Srbljinović 79’ | Marcatori | 19’ Juan Bautista Cascini |

| Arbitro: | Jakov Titlić |

|  |           |                      |
|  | Marcatori | 21’ Kristijan Lovrić |

| Arbitro: | Zdenko Lovrić |

|  |           | |
|  | Marcatori | 25’ Tibor Halilović 28’, 40’, 42’ Josip Drmić 45+2’ Maxime Bernauer 54’ Antonio Marin 77’ Mahir Emreli 82’ Sandro Kulenović |

| Arbitro: | Fran Jović |

|                                                                                       |           |  |
| Sandi Kovač 51’ (aut.) Krešimir Krizmanić 56’ Josip Mitrović 66’ Ante Matej Jurić 88’ | Marcatori |  |

| Arbitro: | Ante Terzić |

|                      |           |                                         |
| Törles Tim Knöll 40’ | Marcatori | 42’ Robert Mudražija 79’ Vladan Bubanja |

| Arbitro: | Mario Zebec |

|                    |           |                                         |
| Karlo Miljanić 76’ | Marcatori | 33’, 73’ Franjo Ivanović 84’ Alen Grgić |

| Arbitro: | Zdenko Lovrić |

|                                                    |           |                                           |
| Marin Pilj 8’ Igor Postonjski 70’ Michele Šego 80’ | Marcatori | 35’ Zoran Josipovic 55’ Elias Zaian Filet |

## Quarti di finale
| Arbitro: | Patrik Kolarić |

|                      |           |  |
| Robert Mudražija 51’ | Marcatori |  |

| Arbitro: | Igor Pajač |

| |           |  |
| Ismaël Jean Chester Diallo 42’ Filip Krovinović 45+2’ Laszlo Kleinheisler 65’ Josip Elez 68’ Marko Livaja 72’ | Marcatori |  |

| Arbitro: | Duje Strukan |

|  |           |                  |
|  | Marcatori | 79’ Niko Galešić |

| Arbitro: | Zdenko Lovrić |

|                                                                           |           |  |
| Gabriel Vidović 9’ Fran Brodić 26’ Sandro Kulenović 56’ Luka Vrbančić 83’ | Marcatori |  |

## Semifinali
| Arbitro: | Patrik Kolarić |

|  |           |                  |
|  | Marcatori | 70’ Ivan Smolčić |

| Arbitro: | Fabio Maresca (Napoli) |

|  |           |                      |
|  | Marcatori | 14’ Sandro Kulenović |